# Scott Raynor

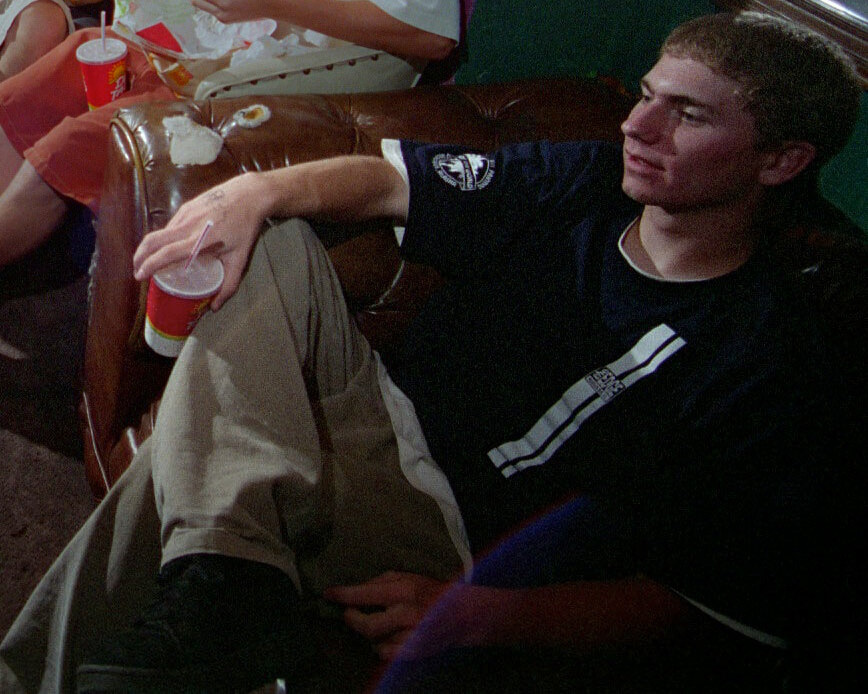
Scott Raynor 1995.

Scott Raynor, född 23 maj 1978 i Poway i Kalifornien, är en amerikansk trummis. Han är mest känd för att ha varit med och startat bandet blink-182 och varit bandets trummis 1992–1998. 

## Sparkad ur blink-182
Scott Raynor avskedades av de andra bandmedlemmarna, Mark Hoppus och Tom DeLonge, 1998. Den officiella anledningen var Scott Raynors alkoholism. Senare har det framkommit att det måste ha varit andra faktorer som spelade in.
Scott Raynor var under en tid alkoholist, och det visste bandet. De ställde ett ultimatum, att Scott Raynor skulle sluta dricka och gå på avgiftning för att få fortsätta i bandet. Raynor accepterade inte detta först för att han inte höll med om att han hade dåliga dryckesvanor. Helgen efter mötet med bandet drack han sig väldigt berusad och insåg då att han hade problem med alkohol. Några dagar senare berättade han för de andra medlemmarna i bandet att han hade fått insikt i att han hade ett problem. När han frågade om det fanns någon chans att han fick stanna i bandet om han gick med på ultimatumet, svarade de ändå "nej".
Travis Barker ersatte senare samma år Scott Raynor.